# USS Memphis (SSN-691)
USS Memphis (SSN-691) — американская подводная лодка типа «Лос-Анджелес», шестая по счёту в этом классе (в хронологическом порядке). Названа в честь одноимённого города в Теннесси.

## История
Контракт ВМС США с американской судостроительной компанией Newport News на строительство подлодки был заключён 4 февраля 1971. Сам «Мемфис» был заложен на верфи Newport News в Вирджинии 23 июня 1973. На воду была спущена 3 апреля 1976, в состав ВМС принята 17 декабря 1977.
В марте 1981 года «Мемфис» совершил переход Панамским каналом, приняв участие в операциях шестого и седьмого флотов ВМС США. В 1989 году получила статус экспериментальной подлодки для испытания нового корпуса, силовых установок, усовершенствованных сонаров, системы охлаждения и других новых деталей подлодок классов «Лос-Анджелес» и «Сивулф».
В 1990 году «Мемфис» встал на ремонт и был серьёзно обновлён. Его водоизмещение в среднем повысилось на 50 тонн, также были установлены следующие детали:
- карапасная палуба из стеклопластика;
- буксирная лебёдка и барабан для экспериментального буксируемого гидролокатора;
- укреплённые кормовые стабилизаторы (4,27 м в длину и 1,37 м в высоту);
- 54-мм диспенсер в кормовой пластине;
- опоры для кормовых стабилизаторов;
- новые гидравлические системы;
- оптоволоконная система связи, связанная с базой данных;
- 58 стандартных полок для электронного оборудования и его испытания.

В январе 1994 года «Мемфис» вошёл в доки Portsmouth NSY для дозаправки и установки нового исследовательского оборудования. После обновления вошёл в 12-й эскадрон подлодок, базировавшийся в Гротоне. В 1998 году провёл испытания подводного универсального гравитационного модуля фирмы Lockheed Martin. 3 мая 2005 отправился в транзитный поход из арктических широт в антарктические, вернувшись в Нью-Лондон ровно через полгода. В том же году был награждён «Кубком Баттенберга» как лучшая подлодка ВМС США, будучи в составе 12-го эскадрона «Battle E». 6 мая 2006 отправился в состав военно-морских сил, участвовавших в Иракской войне, 7 августа вернулся в Нью-Лондон. 27 июня 2007 встал на ремонт в Portsmouth NSY, в мае 2008 года вернулся в Гротон.
1 апреля 2011 года после 33 лет службы был выведен из состава флота на военно-морской базе в Гротоне, после чего был доставлен в Portsmouth NSY, где в будущем будет разобран на металл За эти годы подлодка прошла 1 400 000 миль.

## Обвинения в торпедировании«Курска»
12 августа 2000 в Баренцевом море затонула подводная лодка К-141 «Курск». По официальной версии, причиной катастрофы стал взрыв учебной торпеды, однако затем стали распространяться слухи о торпедировании субмарины американской подлодкой или возможном столкновении с последней. 7 января 2005 на французском телеканале France 2 вышел фильм «„Курск“: Подводная лодка в мутных водах» (фр. Koursk: un sous-marin en eaux troubles). Режиссёр фильма Жан-Мишель Карре обвинил экипаж «Мемфиса» в торпедировании «Курска»: по версии Карре, «Курск» проводил испытания новой торпеды «Шквал», и за ними следили подлодки «Мемфис» и «Толедо». «Толедо» выполняла задачу непосредственного следования за «Курском». В связи со сложным рельефом и малыми глубинами, «Толедо» оказалась на пути «Курска» и была повреждена. Капитан «Мемфиса» услышав звук заряжения торпедных аппаратов «Курска», в «оборонительных целях» открыл огонь торпедой Mk-48 по «Курску». Однако эту версию так и не удалось подтвердить.